# Мобільний автомат
Мобільний автомат (англ. Mobile automaton) це клас клітинних автоматів котрий обчислює не усе поле клітинного автомата, а лише одну активну клітинку. Правила клітинних автоматів, у мобільних автоматах, використовуються не лише для обчислення активної клітинки але також описують і рух активної клітинки від одного покоління до іншого.

## Узагальнений мобільний автомат
Узагальнений мобільний автомат (англ. Generalized Mobile Automaton) це узагальнення мобільного автомата де активних клітинок може бути декілька. Правило клітинного автомата обчислюється паралельно на усіх активних клітинках узагальненого мобільного автомата. Правило узагальненого мобільного автомата дозволяє не лише оновлювати значення клітинок, але і створювати та видаляти активні клітинки. Клітинні автомати можна вважати особливим випадком узагальнених мобільних автоматів у котрих усі клітинки є активними.